# Alaska (U-Boot)
Die USS Alaska (SSBN-732) ist ein Atom-U-Boot der United States Navy und gehört der Ohio-Klasse an. Als U-Boot mit ballistischen Raketen (SSBN) führt sie 24 Interkontinentalraketen vom Typ Trident mit.

## Geschichte
SSBN-732 wurde 1978 bei der zum General-Dynamics-Konzern gehörenden Werft Electric Boat in Auftrag gegeben und im März 1983 bei EB in Groton, Connecticut auf Kiel gelegt. Der Bau dauerte weniger als zwei Jahre, im Januar 1985 lief das Boot von Stapel und wurde auf den Namen Alaska getauft. Ein weiteres Jahr später konnte das U-Boot in Dienst gestellt werden.
Erster Heimathafen des U-Bootes wurde Bangor, Washington, von dort fuhr das U-Boot 20 Jahre Patrouillen zu nuklearen Abschreckung. Bis 2009 wurde die Alaska für zwei Jahre in Norfolk, Virginia überholt, im Anschluss wurde sie in Kings Bay, Georgia stationiert.